# 寺阪尚悟
寺阪 尚悟（てらさか しょうご、2004年6月6日 - ）は、兵庫県神戸市出身のプロサッカー選手。Jリーグ・FC岐阜所属。ポジションはディフェンダー（DF）。

## 来歴
地元クラブであるヴィッセル神戸のアカデミー出身。U-18チーム在籍中だった2020年11月から3シーズン、2種登録選手としてトップチームに登録された。2022年8月2日、同期の安達秀都・冨永虹七とともに2023年シーズンからトップチームに昇格することが発表された。
2023年3月8日、ルヴァンカップ・グループステージの名古屋グランパス戦でトップチームデビューを飾った。
2023年7月20日、FC琉球へ育成型期限付き移籍。
2024年、ヴィッセル神戸に復帰。同年8月21日、FC岐阜へ育成型期限付き移籍、2025年も延長となった。

## 所属クラブ
- 2011年 - 2016年 つつじが丘ファミリーサッカー（神戸市立下畑台小学校）
- 2017年 - 2019年 ヴィッセル神戸U-15
- 2020年 - 2022年 ヴィッセル神戸U-18
  - 2020年11月 - 2022年  ヴィッセル神戸（2種登録選手）[6][7][8]
- 2023年 -  ヴィッセル神戸
  - 2023年7月 - 同年12月  FC琉球 (育成型期限付き移籍)
  - 2024年8月 -  FC岐阜 (育成型期限付き移籍)

## 個人成績
| 国内大会個人成績 | 国内大会個人成績 | 国内大会個人成績 | 国内大会個人成績 | 国内大会個人成績 | 国内大会個人成績 | 国内大会個人成績 | 国内大会個人成績 | 国内大会個人成績 | 国内大会個人成績 | 国内大会個人成績 | 国内大会個人成績 |
| 年度             | クラブ           | 背番号           | リーグ           | リーグ戦         | リーグ戦         | リーグ杯         | リーグ杯         | オープン杯       | オープン杯       | 期間通算         | 期間通算         |
| 年度             | クラブ           | 背番号           | リーグ           | 出場             | 得点             | 出場             | 得点             | 出場             | 得点             | 出場             | 得点             |
| 日本             | 日本             | 日本             | 日本             | リーグ戦         | リーグ戦         | リーグ杯         | リーグ杯         | 天皇杯           | 天皇杯           | 期間通算         | 期間通算         |
| ---------------- | ---------------- | ---------------- | ---------------- | ---------------- | ---------------- | ---------------- | ---------------- | ---------------- | ---------------- | ---------------- | ---------------- |
| 2023             | 神戸             | 37               | J1               | 0                | 0                | 5                | 0                | 0                | 0                | 5                | 0                |
| 2023             | 琉球             | 37               | J3               | 7                | 0                | -                | -                | -                | -                | 7                | 0                |
| 2024             | 神戸             | 37               | J1               | 0                | 0                | 1                | 0                | 0                | 0                | 1                | 0                |
| 2024             | 岐阜             | 37               | J3               | 11               | 2                | -                | -                | -                | -                | 11               | 2                |
| 2025             | 岐阜             | 37               | J3               |                  |                  |                  |                  |                  |                  |                  |                  |
| 通算             | 日本             | 日本             | J1               | 0                | 0                | 6                | 0                | 0                | 0                | 6                | 0                |
| 通算             | 日本             | 日本             | J3               | 18               | 2                | -                | -                | -                | -                | 18               | 2                |
| 総通算           | 総通算           | 総通算           | 総通算           | 18               | 2                | 6                | 0                | 0                | 0                | 24               | 2                |

- 2020年～2022年 2種登録選手としての公式戦出場無し
- Jリーグ初出場 - 2023年7月30日 J3リーグ第20節 vsアスルクラロ沼津（愛鷹広域公園多目的競技場）
- Jリーグ初得点 - 2024年8月25日 J3リーグ第25節 vsY.S.C.C.横浜（岐阜メモリアルセンター長良川競技場）

## 代表歴
- 2019年 U-15日本代表
- 2021年 U-17日本代表
- 2022年 U-18日本代表